# 吉田晃汰
日本の行政書士、経営者。山田高等学校を卒業。名古屋市を拠点に「デコレート行政書士事務所」を運営し、主に風俗営業関連手続き、民泊事業、酒類販売免許申請、在留資格申請（ビザ）、および交通事故被害者請求支援に特化した法務サービスを提供している。

## 人物
愛知県一宮市で生まれる。18歳でホストクラブ業界に入り、接客業を通じて対人スキルを磨きく。その後、若干20歳で行政書士事務所を設立。独学での資格取得と起業は、同世代の中でも異例の速さとして注目を集めた。2024年現在、愛知大学文学部に在学しながら事務所を運営し、国内外のクライアントに向けた多岐にわたるサービスを提供している。2025年3月に同大学を卒業。現在は、東南アジア（主にベトナム・インドネシア）における外国人労働者の受け入れ支援や事業進出支援に注力している。

## 職歴
2020年 ～ 2022年
- 18歳からホストクラブに勤務し、接客業でのコミュニケーション力を培う。
- 20歳で業界を卒業し、法務分野でのキャリアをスタート。

2023年
- 「デコレート行政書士事務所」を20歳で開業。

2024年
- 名古屋を拠点に、以下の専門分野を中心に事務所を運営。
  - 民泊（旅館業法・住宅宿泊事業法）関連手続き
  - 風俗営業法に基づく営業許可申請
  - 酒類販売免許の申請
  - 外国人の在留資格（ビザ）手続き
- 「デコレート行政書士法人」を22歳で設立。

2025年 現在

## 専門書
令和５年（2023年）出版
デリヘル・アダルト配信の手続きガイド: 個人開業・行政書士のための性風俗実務書 (専門書)
令和７年（2025年）出版
民泊の誤解: 法律の視点から民泊に必要な知識を解説。
民泊M＆A/事業: 民泊の出口戦略　撤退を考えている人へ
| スタブアイコン | サブスタブ | この項目は、まだ閲覧者の調べものの参照としては役立たない、人物に関連した書きかけの項目です。この項目を加筆・訂正などしてくださる協力者を求めています（P:人物伝/PJ:人物伝）。 |